# Појана (Гринциеш)
Појана (рум. Poiana) насеље је у Румунији у округу Њамц у општини Гринциеш. Oпштина се налази на надморској висини од 557 m.

## Становништво
Према подацима из 2002. године у насељу је живело 625 становника, од којих су сви румунске националности.